# Sly 2: Ladrones de Guante Blanco
Sly 2: Band of Thieves (titulado en español como Sly 2: Ladrones de Guante Blanco) es un videojuego de acción y sigilo desarrollado por Sucker Punch Productions y publicado por Sony Computer Entertainment para la PlayStation 2. Es la segunda entrega de la serie Sly Cooper y la secuela de Sly Cooper and the Thievius Raccoonus.
En Sly 2: Band of Thieves, los jugadores controlan principalmente al protagonista Sly, con el objetivo final de adquirir piezas del personaje Clockwerk en cada mundo. La jugabilidad es similar a la de sus predecesores, pero presenta varias mejoras. Esto incluye características un medidor de salud para los personajes, modificaciones en el combate, un centro de misiones y una jugabilidad renovada para los personajes secundarios, Bentley y Murray. Los personajes pueden mejorar usando potenciadores y mejoras de habilidades que se pueden desbloquear abriendo cajas fuertes en cada mundo, comprándolas recolectando monedas o comprándolas en casas seguras a través de Thiefnet.
Band of Thieves recibió críticas generalmente favorables y a menudo se lo considera uno de los mejores juegos de PlayStation 2 de todos los tiempos. Le siguió Sly 3: Honor Among Thieves, y fue remasterizado junto con su predecesor para PlayStation 3 por Sanzaru Games como The Sly Collection.
Junto a su sucesor, fue relanzado digitalmente en PlayStation 4 y PlayStation 5 el 11 de diciembre de 2024.

## Jugabilidad
Sly 2: Ladrones de Guante Blanco trae algunos elementos de jugabilidad nuevos. En añadido a Sly, el jugador puede jugar como Bentley la tortuga y Murray el hipopótamo. Bentley puede acercarse a hurtadillas. No puede trepar postes o saltar muy lejos, pero está equipado con una ballesta, dardos y bombas con cuenta atrás para derrotar a los enemigos en batallas uno a uno. Bentley puede usar sus técnicas en ordenador para hackear computadoras de villanos. Murray es más directo. Su fuerza bruta le permite luchar con los grupos de enemigos por él mismo con poderosos ganchos y cortes superiores. Puede recoger objetos y enemigos para lanzarlos alrededor y su ataque "thunder flop" puede aturdir y destruir a los enemigos. Su fuerza le permite ayudar a la banda en las tareas de trabajo pesado.
Ahora en esta entrega y en posteriores, cuenta con una barra de salud y una barra especial, por lo que permite recibir más golpes que en el juego previo, que solo permitía recibir un golpe antes de ser derrotado, o 3 si se tenía las herraduras doradas, ahora en esta entrega carece de las herraduras por dicho cambio.
La salud disminuye cada vez que el personaje es atacado, está en peligro, etc. Si se agota por completo, el jugador debe reiniciar cualquier misión actual y reaparecer en el piso franco o base. La barra naranja especial se agota cada vez que un personaje usa un movimiento gadget (algunos gadgets no requieren el uso especial). Si se llega a cero, los aparatos manuales no se pueden utilizar. Algunos gadgets se deben comprar para completar ciertas misiones. Ambas barras (salud y gadget) pueden ser rellenadas encontrando iconos de salud rojos rompiendo objetos o destruyendo a los enemigos.
Las misiones están conectadas a un concentrador principal donde se ubican Sly y los demás miembros de la banda. En la guarida situada en el centro es donde el jugador puede elegir qué personaje usar y alejarse de perseguir guardias. Este centro puede ir de una ciudad a un campamento maderero en el desierto. Por esta zona hay enemigos patrulla, aunque por lo general es un lugar apartado, y no hay objetivos hasta que un personaje llega al faro de la misión.
Otra de las novedades es el carterismo, aunque solo puede usarlo Sly. Cuando Sly acecha detrás de un enemigo, puede llegar con su bastón y agarrar las monedas del bolsillo. Salen varias monedas y se van directamente al contador de monedas de Sly. No es necesario que se recojan. Si hay un aura en torno al bolsillo de monedas de un enemigo, se están llevando a un artículo caro (es decir, rubí, diamante, reloj de oro, etc.) Una vez Sly obtiene todas sus monedas, puede agarrar el artículo del enemigo y venderlo más adelante de nuevo en la guarida.
La mayoría de potenciadores y movimientos extra se compran en el piso franco a través del ordenador en RoboRed, en lugar de encontrarlos siempre en caja fuerte.  El punto fuerte de Sly es el sigilo, el de Murray es la fuerza, y el de Bentley en gadgets. La mayoría de los potenciadores necesitan ser asignados a un botón, pero algunos dan un efecto constante. Los artículos robados a los guardias se pueden vender en el piso franco, ayudando a ganar dinero más rápido. También se desbloquean actualizaciones y movimientos especiales al recopilar las treinta botellas de cada episodio y usar el código que te revelan en la caja fuerte escondida. Ciertos objetos (retratos, jarrones...) de valor se pueden encontrar alrededor del nivel y pueden ser robados y vendidos en la guarida por una gran cantidad de dinero; cuanto más difícil sea llevar el objeto al piso franco más dinero aportará (algunos hay que llevarlos contrarreloj).
El juego también hace un uso opcional del puerto usb de la PlayStation 2, enchufando un micrófono permitiendo al jugador usar el sonido de su voz para distraer y atraer enemigos en el juego. Esto a su vez añade un nuevo giro a los elementos de sigilo, ya que el jugador tiene que abstenerse de ruidos tales como hablar o toser en riesgo de crear ruido en el juego.

### Cambios con respecto aSly Raccoon
La secuela tiene una gran variedad de cambios, particularmente en el diseño de los niveles. Dicho anteriormente, Sly 2 cuenta con un indicador de salud para los personajes jugables, en sustitución del "sistema de daño" del primer juego. Ahora también tiene varios ataques para derrotar a los guardias locales, algunos de los cuales son desbloqueables.
En sustitución al sistema de niveles, el juego se desarrolla en misiones donde el jugador no siempre controla a Sly, ya que Bentley y a Murray, cada personaje está dotado de sus propias habilidades únicas, habiendo muchos más movimientos que en el juego anterior. Sin embargo, Sly sigue siendo el foco central a pesar de estos cambios en los roles de los personajes. Las habilidades pueden ser desbloqueadas mediante la apertura de cajas fuertes en cada mundo, aunque el juego anterior también sucedía así (recogiendo pistas en botellas), y también al y comprarlas con el dinero reconectado desde el ordenador de Bentley del piso franco en RoboRed.
Ahora las botellas están esparcidas por toda el área disponible, excepto los sitios de las misiones principales, en total son 30 botellas por todos los capítulos.
Las botellas hacen un sonido de golpeteo con el suelo debido al salto que hacen por su animación, ayudando a su localización, sin embargo ya no se encuentran juntas como en el juego pasado, están separadas por los rincones del mapa.
Las monedas siguen estando presentes, pero no sirven para recuperar salud o tener un repuesto de energía, sino que se usan para comprar habilidades, algunas de las cuales son necesarias para el desarrollo del juego.
La historia está tratada de un modo más cinematográfico, y se divide en episodios. En el juego anterior no había ninguna división.
Desaparecen las acciones adicionales de pasar los niveles a contrarreloj, aunque algunas misiones en sí sólo pueden ser pasadas con un cronómetro en retroceso como parte del argumento.
Al igual que en el juego anterior, los mundos (territorios de cada jefe) pueden explorarse una y otra vez; sin embargo, las misiones no pueden rehacerse una vez acabadas.

## Historia
Dos años han pasado desde que Sly Cooper derrotó a Clockwerk. El juego empieza con Sly, Bentley y Murray irrumpiendo en el museo nacional de historia de El Cairo, para robar y destruir las partes de Clockwerk para que nunca pudiera volver. Después de pasar sin problemas, el golpe se vio arruinado, ya que las partes de Clockwerk ya habían sido robadas. Carmelita Fox aparece y acusa a Sly de robar las partes, pero su nueva asistente, Constable Neyla sugiere que la cuadrilla de Cooper no estuvo detrás del robo, sino que fue un trabajo de la "Klaww Gang". Después de una escapada rápida, comienzan sus investigaciones sobre la misteriosa Banda Klaww, y comienzan a perseguirlos.
El primer miembro de la banda Klaww es Dimitri, un artista incomprendido que posee un nightclub en París. Dimitri usa las plumas de la cola de Clockwerk para imprimir dinero. Después de una serie de trabajos, Sly derrota a Dimitri y roba las plumas. Dimitri es arrestado por Carmelita, mientras qué Sly y la banda escapan. El segundo miembro de la banda Klaww es Rajan, un poderoso indio que posee las alas y el corazón de Clockwerk. Después de obtener las alas, Rajan huye con el corazón hacia la selva. Obteniendo el corazón en una pelea en la que Sly y Murray quedan atrapados y arrestados junto con Rajan por la Condesa, que lleva una prisión de hipnosis en Praga. 
Bentley inmediatamente se dirige a la prisión, donde se entera de que la Condesa es realmente un miembro secreto de la banda Klaww, que hipnotiza a los presos para que les diga dónde están sus botines. A continuación, se las arregla para sacar a Sly y, tras una serie de trabajos, queda Murray libre. Después de una pausa, persiguen a la Condesa a su finca en un castillo dónde, a pesar de la pequeña guerra entre ella y Neyla, roban los ojos de Clockwerk, y después, la Condesa es detenida por Neyla.
Después de sobrevivir a la pesadilla en Praga, la banda sigue los envíos de Rajan de navegar hacia el norte a Canadá. Aquí se encuentran con otro miembro de la cuadrilla Klaww, Jean Bison, que se congeló en el siglo XIX, pero volvió a la vida gracias al calentamiento global. El grupo tiene que robar el estómago y los pulmones de Clockwerk que posee Jean, que los utiliza como piezas de la máquina para sus trenes. Después de robar todas las piezas, la pandilla escapa de la escena. La banda sigue a Jean Bison hacia una tierra de árboles cortados, donde tiene un aserradero. En esta ubicación, se esconden las garras de Clockwerk, utilizándolas para cortar árboles. La banda lo retó a una serie de concursos conocidos como los juegos Lumber Jack, en el que hacen trampa. Bison descubre esto y huye en libertad. Jean después les dice que se encontró con las partes Clockwerk en su guarida y lo vendió todo al miembro de la banda Klaww, Arpeggio, además de obligar a los jueces a darle una puntuación de diez durante la competición bajo la línea de amenaza (que era por eso que siempre ganaba). Con la ayuda de Sly, Bentley derrota a Jean Bison en una pelea, donde se cubre la zona con trampas que Sly controla desde Bentley. Murray se las arregla para hacer una salida. Jean es posteriormente detenido y encarcelado, aunque no se muestra en el juego.
A través del aire, se infiltra en la fortaleza de Sly el dirigible principal donde las piezas de Clockwerk se están volviendo a montar, y encuentra que Neyla ha estado trabajando directamente para Arpeggio. Frente a Arpeggio, Sly descubre que se ha convertido su dirigible en un transmisor enorme que va a desatar un espectáculo de luces hipnóticas de odio sobre París (con su población que ha sido susceptible a la hipnosis, por cortesía de Dimitri), se producirá un enorme manantial de odio que Arpeggio canalizará estando dentro de Clockwerk, lo que le hace convertirse en inmortal. De repente, justo antes de que Arpeggio entrase en Clockwerk, Neyla empuja a un lado a Arpeggio, entrando ella en él. Ella mata a Arpeggio, y se nombra a sí misma como Clock-La, y se va volando. La banda empieza a deshabilitar los motores de la aeronave, para debilitar a Clock-La. A continuación, envían una señal a Carmelita que ha accedido a ayudar, y llega a un helicóptero. Se involucran en un tiroteo final con Clock-La, que luego se estrella con el motor principal de la aeronave y destroza la fortaleza y la toma de la batería de Northern Light, donde Bentley y Murray están en su interior. Sly hace su camino de regreso a la batería después de que Northern Light se derrumbase. Clock-La es entonces incapaz de moverse. Murray abre la cabeza de Clock-La, de modo que Bentley puede acabar con ella con la colocación de bombas en la cabeza y luego retirando el chip de odio, el centro del poder de Clockwerk. Al salir de la boca, el pico de Clockwerk cae y le aplasta las piernas. Murray lo salva, pero Bentley es incapaz de caminar por el resto de su vida. La banda hace una salida rápida tras la explosión del cuerpo de Clockwerk.
Carmelita llega con su helicóptero y pone a la banda bajo arresto, pero no antes de destruir el chip de odio, haciendo que las partes de Clockwerk se destruyeran para siempre y matando a Neyla. Sly se entrega, a cambio de dejar que sus amigos se vayan porque están en condiciones de hacer una escapada rápida, a lo que Carmelita acepta. Durante el viaje en helicóptero a la estación, Sly y Carmelita comienzan a recibirse más amablemente y empiezan a hablar de sus aventuras anteriores y gustos personales, lo que Sly considera una primera cita. La conversación termina abruptamente cuando Carmelita se entera de que el vuelo había durado más de dos horas en lugar de sólo unos pocos minutos. Sly dijo que volaron más allá de la Torre Eiffel diecisiete veces. Carmelita va a la parte delantera del helicóptero para inspeccionar, sólo para descubrir que los amigos de Sly estaban con los controles del helicóptero, dejando tiempo suficiente para que Sly saltase en paracaídas hacia afuera. Sly dice entonces que podía escuchar a Carmelita gritar "Te encontraré Cooper". A medida que los créditos finales avanzan, los estados de los miembros de las pandillas Klaww se muestran. También se señaló que el paradero de Sly aún se desconoce y que Carmelita sigue buscándole.

## Recepción
El juego recibió críticas muy positivas de numerosas publicaciones. Su modo de juego variado, historia intrincada y gráficos únicos fueron elogiados, pero criticado por su falta de dificultad y longitud en comparación con otros juegos de plataformas. 9.2 de 10 por IGN. A por 1UP.com. 8.4 de 10 por GameSpot.
Fue galardonado con el premio de IGN por el editor con su elección y GameSpy puso el juego como número 23 en su lista de los mejores juegos de PlayStation 2 de todos los tiempos.

## Fallos conocidos
Sly 2: Ladrones de Guante Blanco cuenta con varios fallos conocidos, entre los que se encuentran el viaje en el tiempo de Canadá. Una vez has recogido todas las botellas y te diriges a la caja fuerte del Episodio 6, el juego sufre una pérdida de progreso y todas las misiones posteriores a la de láser han de rehacerse. No afecta a los progresos del Episodio 8.
En el Episodio 5, si se le arroja un despertador a Carmelita, la estructura del personaje se deforma.